# Obayifo
Obayifo je mytologická bytost podobná upírovi ze Západní Afriky, která pochází z místního folklóru kmene Ašanti. Mezi Dahomeji je tato bytost známá jako asiman. Obayifo byl považován také za druh čarodějnice. V ašantské kultuře jsou bytosti obayifo velmi běžné a mohou obývat těla obyčejných lidí. Mají vyhýbavé oči a jsou posedlí jídlem. Při cestování v noci mají vydávat fosforeskující světlo vycházející z jejich podpaží a řitního otvoru.

## Etymologie
V ašantském jazyce twi je toto slovo používáno pro popis čarodějnictví bayi. Přesto etymologie slova bayi je nejistá. Další možnou variantou je oba znamenající dítě a yi znamenající odebrat. Odebrat dítě v tom případě zdůrazňuje úzkou souvislost mezi kojeneckou úmrtností a plodností s čarodějnictvím. Alternativně také může bayi reprezentovat historii pokrevní nebo rodinné linie. Lidé, typicky ženy, kteří praktikovali bayi, se změnili v obayifo. Ačkoliv se pojem obayifo používá k popisu obou pohlaví praktikujících bayi, kteří se posléze proměnili v monstra, byl tento výraz v některých případech používán výhradně pro ženy, podobně jako pro muže byl používán pojem obansam (čaroděj).